# Thaleria
Thaleria es un género de arañas araneomorfas de la familia Linyphiidae. Se encuentra en Rusia y Alaska.

## Lista de especies
Según The World Spider Catalog 12.0:
- Thaleria alnetorum Eskov & Marusik, 1992
- Thaleria evenkiensis Eskov & Marusik, 1992
- Thaleria leechi Eskov & Marusik, 1992
- Thaleria orientalis Tanasevitch, 1984
- Thaleria sajanensis Eskov & Marusik, 1992
- Thaleria sukatchevae Eskov & Marusik, 1992